# Juin 2008

## Événements

### 1erjuin
- Sport : One Night Stand (2008)
- Entrée en application de l'accord Gorilla

### 14 juin
- L'Exposition Internationale de Zaragoza, ou Expo 2008, s'est tenue à Saragosse (Aragon, Espagne).

### 24 juin
- Le Bassin aux nymphéas, œuvre de Claude Monet est vendu aux enchères chez Christie's Londres pour 51,7 millions d'euros.